# Parque Forestal de Taitung
El Parque Forestal de Taitung (chino: 台 東 森林 公園, pinyin: Taidong Senlin Gōngyuán) es un parque de la ciudad de Taitung, Condado de Taitung, Taiwán.

## Nombre
El parque es apodado como Bosque Negro por los residentes locales, debido a la oscuridad causada por los inmensos árboles que se encuentran en el lugar.

## Características
El parque tiene una superficie de 280 hectáreas, donde se encuentra un lago llamado Lago Pipa, que es el hábitat de animales y plantas acuáticas. La gente puede disfrutar del paisaje y de las aves gracias a un mirador.

## Transporte
El parque es accesible por el sureste de la estación de Taitung de la Administración de Ferrocarriles de Taiwán.